# 老乌海
老乌海也作老坞海，位于中国云南省文山市西北部德厚镇境内，湖面海拔1400米，湖长2.1公里，最大宽0.9公里，面积1.2平方千米。湖西北岸的湖海村建有湖海锰矿厂开采老乌锰矿。